# Akofodjoulè
Akofodjoulè è un arrondissement del Benin situato nella città di Dassa-Zoumè (dipartimento delle Colline) con 5.181 abitanti (dato 2006).